# یواس‌اس اسکرج (۱۸۰۴)
یواس‌اس اسکرج (۱۸۰۴) (به انگلیسی: USS Scourge (1804)) یک کشتی بود. این کشتی در سال ۱۸۰۴ ساخته شد.